# 簡朗山
簡 朗山（かん ろうざん）こと緑野 竹二郎（みどりの たけじろう、1872年5月15日 - 1954年5月23日）は、日本統治時代の台湾の政治家、実業家。貴族院朝鮮・台湾勅選議員。

## 生涯
本籍地は台湾新竹州桃園郡桃園街（現・桃園市桃園区）。漢文の私塾で教育を受けた後、1894年に桃園街庄約束処副長となり、1896年に憲兵屯所嘱託、桃仔園街庄公所長、1898年に台北県第二区庄長、1899年に保甲局長、1901年に台北県第一区街長（兼任）、1903年に桃園庁第一区庄長、1905年に南崁区長、1909年に埔仔区長、1913年に竹囲区長（兼任）、1920年に桃園街長、1921年に新竹州協議会員、1923年に台湾総督府評議会員を歴任し、1928年の桃園街長の任期満了をもって政界を一旦引退した。1945年4月からは貴族院朝鮮・台湾勅選議員を務めた。
実業家としては1903年に現地の有志と共に桃崁軽便鉄道を設立し、1912年に同会社が桃園軽便鉄道に改名した後は監査役を務め、1920年に桃園軌道に再改名した後は専務取締役・取締役社長を歴任した。他には1919年に日本拓殖株式会社の監査役、1920年に台湾合同電気株式会社の取締役、1923年に中興産業株式会社の社長をそれぞれ務めた。

## 賞勲
- 1901年 - 紳章[2]
- 1915年 - 大礼記念章[2]
- 1924年 - 勲六等瑞宝章[2]